# Rhadinopsylla linta
Rhadinopsylla linta är en loppart som beskrevs av Smit 1957. Rhadinopsylla linta ingår i släktet Rhadinopsylla och familjen mullvadsloppor. Inga underarter finns listade i Catalogue of Life.